# Municipio de Butterwood
El municipio de Butterwood (en inglés: Butterwood Township ) es un municipio ubicado en el  condado de Halifax en el estado estadounidense de Carolina del Norte. En el año 2010 tenía una población de 568 habitantes.

## Geografía
El municipio de Butterwood se encuentra ubicado en las coordenadas 36°21′10.54″N 77°51′33.94″O / 36.3529278, -77.8594278.